# راي تاليافيرو
راي تاليافيرو (بالإنجليزية: Ray Taliaferro)‏ هو مقدم برامج إذاعية أمريكي، ولد في 7 فبراير 1939 في الولايات المتحدة، وتوفي في 2018.

## وصلات خارجية
- راي تاليافيرو على موقع إن إن دي بي (الإنجليزية)